# 다카세촌 (도야마현)
다카세촌(高瀬村)은 도야마현 히가시토나미군에 있던 촌이다.

## 역사
- 1889년 4월 1일 - 정촌제 시행에 의해 도나미군 다카세촌이 성립하였다.
- 1896년 4월 1일 - 군 개편에 의해 도나미군이 분할해 히가시토나미군이 성랍하여, 히가시토나미군에 속하게 되었다.
- 1959년 1월 1일 - 후쿠노정, 이나미정에 분할 편입되었다.

## 참고문헌
- 『市町村名変遷辞典』東京堂出版、1990年。